# Park Lane

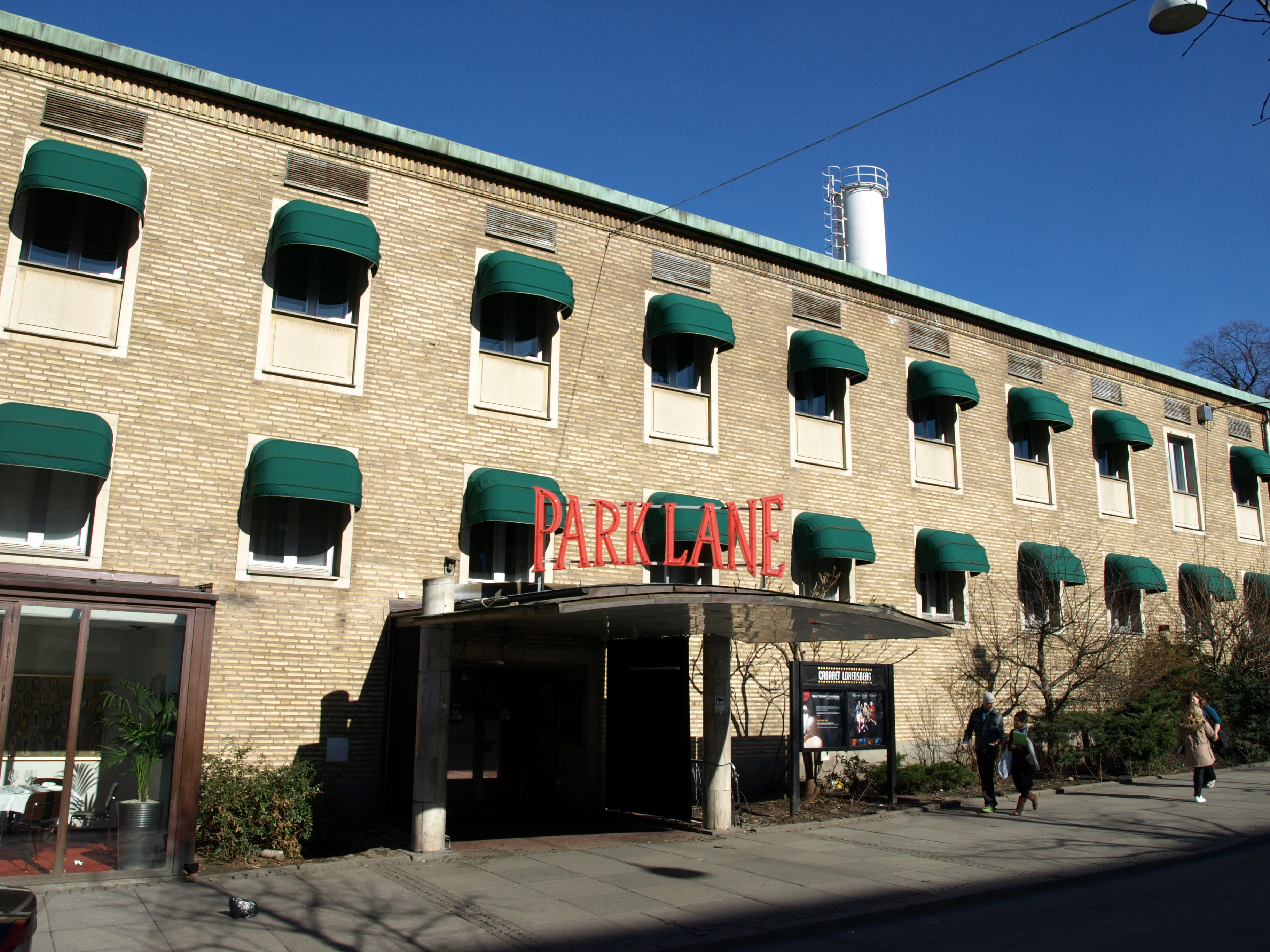
Park Lanes ingång.

Park Lane är en nattklubb i Göteborg som startades november 1991. En mängd artister har spelat live på klubbens scen, bland annat Prince och Motörhead och många kändisar har besökt nattklubben, till exempel Bill Gates.